# Cozmeni
Cozmeni, întâlnit și sub formele Coțmani sau Chițmani (în ucraineană Кіцмань, transliterat: Kițman, în rusă Кицмань, transliterat: Kițman, în germană Kotzmann, în poloneză Kocman, Kicmań) este un oraș în regiunea Cernăuți (Ucraina), centru administrativ al raionului omonim. Este situat la o distanță de 22 km nord-vest de orașul Cernăuți pe șoseaua către Zalișciîkî, pe malul râului Sovița.
Pădurea Codrii Cozminului este situată între luncile râurilor Siret și Prut în apropiere de oraș și este numită astfel, deoarece este traversată de drumul care lega orașul Suceava, capitala Moldovei feudale de ceea ce era pe atunci orașul de graniță Cozmin.
Orașul este situat la o altitudine de 232 metri și are 7,293 locuitori, preponderent ucraineni.

## Istorie

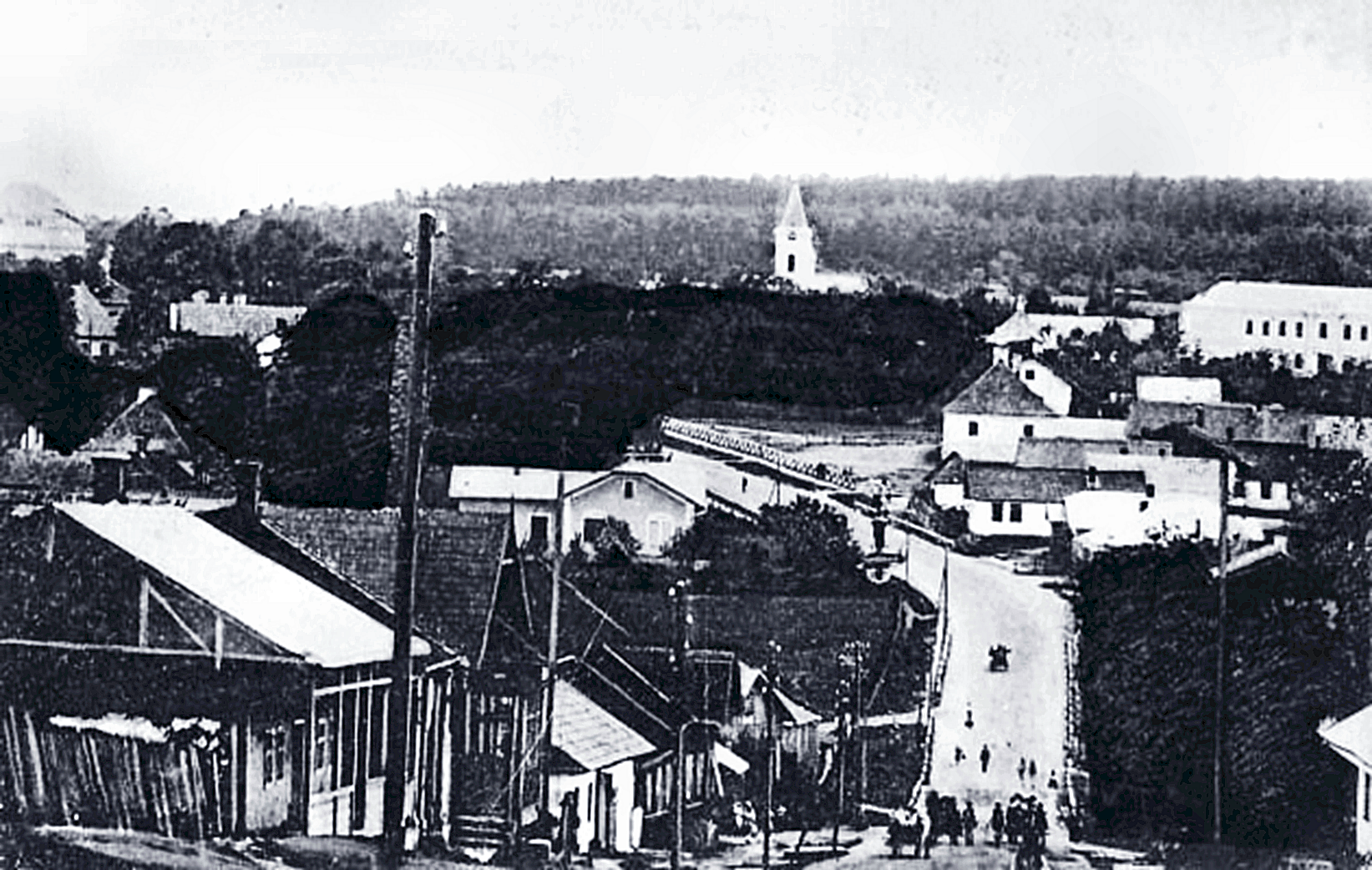
Cozmeni pe la 1900

Prima mențiune documentară a orașului datează din anul 1413, perioadă în care făcea parte din Voievodatul Moldovei. În perioada medievală, Cozmenii au aparținut domeniului feudal al Episcopiei Rădăuților.
În ianuarie 1775, ca urmare a atitudinii de neutralitate pe care a avut-o în timpul conflictului militar dintre Turcia și Rusia (1768-1774), Imperiul Habsburgic (Austria de astăzi) a primit o parte din teritoriul Moldovei, teritoriu cunoscut sub denumirea de Bucovina. După anexarea Bucovinei de către Imperiul Habsburgic în anul 1775, localitatea Cozmeni a făcut parte din Ducatul Bucovinei, guvernat de către austrieci, făcând parte din districtul Cozmeni (în germană Kotzmann).
În anul 1780 s-a deschis aici prima școală elementară din Bucovina. În anul 1798, a primit statutul de oraș, și ulterior a devenit centru districtual. În a doua jumătate a secolului al XVIII-lea, s-au dezvoltat comerțul și meșteșugurile. În anul 1848, au fost distribuite în oraș pliante prin care se cerea Comisiei Sindicatelor democratice să-i ridice la luptă pe locuitorii din sate. Sub influența evenimentelor revoluționare din 29 noiembrie 1905, muncitorii din Cozmeni au cerut dreptul de a avea vot universal. 
În timpul primului război mondial, la sfârșitul lui martie 1917, militarii bolșevici au creat Sovietul orășenesc de soldați. Odată cu eșecul guvernului provizoriu din Rusia de a înăbuși revoluția bolșevicilor, Cozmenii au fost ocupați în anul 1917 de trupele germano-austriece, apoi în noiembrie 1918 de cele ale Regatului României.
După Unirea Bucovinei cu România la 28 noiembrie 1918, orașul Cozmeni a făcut parte din componența României, ca localitate de reședință a Plasei Șipenițului din județul Cernăuți. Pe atunci, majoritatea populației era formată din ruteni, existând și comunități de români și de evrei. În anul 1930, orașul avea 5.015 locuitori, din care 2.438 bărbați și 2.577 femei, fiind a patra localitate din județ ca număr de locuitori după orașele Cernăuți, Sadagura și Zastavna. În perioada interbelică au funcționat aici o pretură, o judecătorie, o secție de poliție, o gară (pe linia Lujeni – Schit), un serviciu sanitar, un oficiu P.T.T. și un oficiu telefonic.
Orașul era industrializat, aici existând o fabrică mică de uleiuri vegetale, o moară și o fabrică de conservare a peștelui. Comerțul local era puțin dezvoltat și specializat pe produse agricole, animale și lemne. De asemenea, își desfășura activitatea în localitate o filială a Bănci evreiești de credit și economie. Drepturile salariaților erau apărate de Uniunea Medicilor din România, Societatea funcționarilor publici și Corporația breslelor. În fiecare an, la 12 iulie, avea loc în oraș un bâlci.
Fiind un centru important pe plan local, ființau aici Liceul de băieți "Dimitrie Cantemir", Școala inferioară de agricultură și 2 școli primare de fete și băieți. Existau și societăți cultural-sportive (Clubul "Unirea", Cercul de lectură polonez, Societatea sportivă ucraineană), biserici (una ortodoxă, una greco–catolică, una romano-catolică, o casă de rugăciuni adventistă și două sinagogi) sau instituții de binefacere (Societatea poloneză de binefacere, Societatea izraelită de binefacere). De asemenea, pentru ocrotirea sănătății își desfășura activitatea un dispensar medical, iar Casa Asigurărilor Sociale din Cernăuți dispunea de servicii medicale în comună .
Ca urmare a Pactului Ribbentrop-Molotov (1939), Bucovina de Nord a fost anexată de către URSS la 28 iunie 1940, reintrând în componența României în perioada 1941-1944. Apoi, Bucovina de Nord a fost reocupată de către URSS în anul 1944 și integrată în componența RSS Ucrainene.
Începând din anul 1991, orașul Cozmeni face parte din raionul Cozmeni al regiunii Cernăuți din cadrul Ucrainei independente, fiind centru administrativ raional. Conform recensământului din 1989, numărul locuitorilor care s-au declarat români plus moldoveni era de 162 (90+72), adică 2,26% din populația localității . În prezent, orașul are 7.293 locuitori, preponderent ucraineni.

## Demografie
Componența lingvistică a orașului Cozmeni
     Ucraineană (97,13%)
     Rusă (2,13%)
     Alte limbi (0,62%)
Conform recensământului din 2001, majoritatea populației orașului Cozmeni era vorbitoare de ucraineană (97,13%), existând în minoritate și vorbitori de rusă (2,13%).
1930: 4.918 (recensământ)
1941: 3.855 (recensământ) 
1989: 9.500 (recensământ) 
2001: 7.608 (recensământ)
2005: 7.432 (estimare)
2007: 7.293 (estimare)

### Recensământul din 1930
Componența etnică a orașului Cozmeni (județul Cernăuți)
     Români (10,55%)
     Germani (2,31%)
     Evrei (13,15%)
     Ruteni (65,75%)
     Polonezi (6,4%)
     Ruși (1,56%)
     Altă etnie (0,28%)
Componența confesională a orașului Cozmeni
     Ortodocși (73,52%)
     Romano-catolici (8,84%)
     Mozaici (13,01%)
     Greco-catolici (3,86%)
     Altă religie (0,77%)
Conform recensământului efectuat în 1930, populația orașului Cozmeni se ridica la 4.918 locuitori. Majoritatea locuitorilor erau ruteni (65,75%), cu o minoritate de români (10,55%), una de germani (2,31%), una de evrei (13,15%), una de polonezi (6,40%) și una de ruși (1,56%). Alte persoane s-au declarat: armeni (2 persoane), bulgari (3 de persoane), maghiari (1 persoană) și cehi/slovaci (6 persoane). Din punct de vedere confesional, majoritatea locuitorilor erau ortodocși (73,52%), dar existau și mozaici (13,01%), romano-catolici (8,84%), greco-catolici (3,86%). Alte persoane au declarat: evanghelici/luterani (34 de persoane), armeano-catolici (1 persoană) și adventiști (2 persoane).

## Personalități

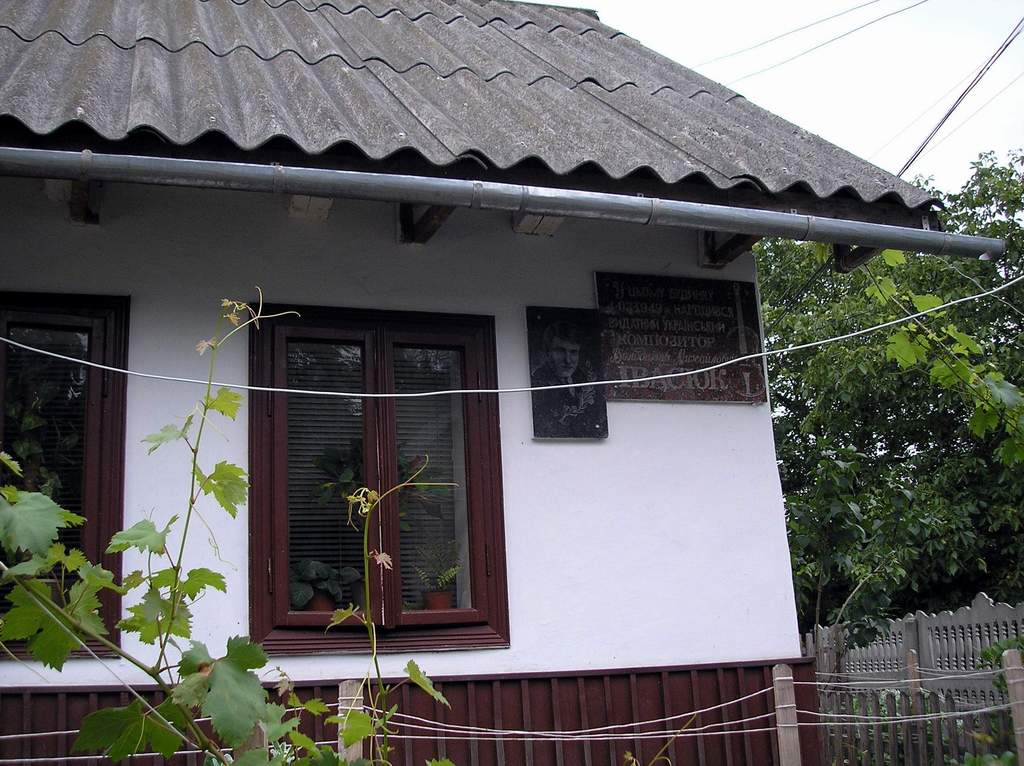
Casa natală a compozitorului Vladimir Ivasiuc din Cozmeni.

Orașul Cozmeni este locul de naștere al mai multor personalități:
- Vladimir Ivasiuc (1949-1979) - compozitor și poet ucrainean, renumit pentru compunerea cântecului "Cervona ruta" ("Drumul roșu"), unul dintre fondatorii muzicii pop ucrainene. Tatăl său, Mihail G. Ivasiuc, a fost profesor la liceul din localitate. În orașul Cozmeni a fost deschisă o școală de muzică, care portă numele compozitorului ucrainean.
- Ani Lorak (Karolina Kuyek) (n. 1978) - cântăreață ucraineană

## Obiective turistice
- Casa memorială a lui Vladimir Ivasiuc - în care s-a născut la 4 martie 1949 celebrul poet și compozitor ucrainean. După 30 de ani, în aceeași casă, s-a născut celebra cântăreață ucraineană Ani Lorak (Karolina Kuyek).
- Statuia lui Vladimir Ivasiuc - în care artistul apare ținând în mână o vioară
- Biserica "Sf. Nicolae" - construită în 1876 și având trei cupole